# Česko na Evropských hrách 2015
 Českou republiku na I. Evropských hrách 2015 reprezentovalo 126 sportovců (73 mužů a 53 žen) ve 20 sportech. Reprezentace získala celkem 7 medailí.

## České medaile
| Medaile | Jméno                                           | Sport                 | Disciplína                | Datum       |
| ------- | ----------------------------------------------- | --------------------- | ------------------------- | ----------- |
| Stříbro | Martin Fuksa                                    | Rychlostní kanoistika | C1 – 1000 m               | 15. 6. 2015 |
| Stříbro | Lukáš Krpálek                                   | Judo                  | do 100 kg                 | 27. 6. 2015 |
| Bronz   | Jan Hadraba Přemysl Kubala                      | Plážový volejbal      | párová čtyřka             | 21. 6. 2015 |
| Bronz   | Martin Fuksa                                    | Rychlostní kanoistika | C1 – 200 m                | 16. 6. 2015 |
| Bronz   | Petr Vakoč                                      | Silniční cyklistika   | silniční závod            | 21. 6. 2015 |
| Bronz   | Iveta Vacenovská Renata Štrbíková Hana Matelová | Stolní tenis          | družstvo                  | 15. 6. 2015 |
| Bronz   | Aneta Hladíková                                 | BMX                   | závod s hromadným startem | 28. 6. 2015 |

## Sporty s českou účastí
- Badminton
- Basketbal
- Bikros
- Box
- Cyklistika
  - Silniční cyklistika
  - Horská kola
- Judo
- Karate
- Plavání
- Plážový volejbal
- Rychlostní kanoistika
- Skoky na trampolíně
- Gymnastika
  - Aerobik
  - Sportovní gymnastika
- Sportovní střelba
- Stolní tenis
- Synchronizované plavání
- Šerm
- Triatlon
- Zápas